# Die versunkene Flotte
Die versunkene Flotte ist ein deutscher Spielfilm von 1926 und spielt während des Ersten Weltkriegs in der Kaiserlichen Marine. Der unter Regie von Manfred Noa und dessen Assistenten, dem ehemaligen Royal-Navy-Offizier Graham Hewett, entstandene Film basiert auf dem 1926 publizierten gleichnamigen Roman des ehemaligen deutschen Marineoffiziers Helmut Lorenz. Höhepunkt des Films ist die Skagerrakschlacht vom 31. Mai/1. Juni 1916.
Offenbar wurden zwei verschiedene Fassungen mit deutschen und englischen Zwischentiteln gedreht, in denen auch einige Rollen mit verschiedenen Schauspielern besetzt wurden. Die deutschsprachige Fassung des Films gilt als verschollen; eine überlieferte englischsprachige Fassung wurde unter dem Titel When Fleet Meets Fleet: A Romance of the Great Battle of Jutland im August 2014 in Berlin aufgeführt. Andere Aufführungstitel waren A Batalha da Jutlandia (Brasilien), Højsøsflaadens Helete (Dänemark), La grande parade de la flotte (Frankreich) und Wrath of the Seas (USA). Die Uraufführung fand um den 10. Dezember 1926 in Berlin statt.

## Handlung
Inwieweit die deutsche und die englische Fassung voneinander abweichen, ist unklar. Der Inhalt der englischen Fassung wurde von dem bekannten Kritiker Mordaunt Hall in der New York Times im August 1929 anlässlich der Aufführung im Kino „The little Cameo“ in groben Zügen wiedergegeben.
Der Kommandant eines deutschen Kriegsschiffs ist mit einer Engländerin verheiratet. Vor Kriegsausbruch 1914 rivalisiert er mit seinem englischen Freund wegen ihrer artilleristischer Fähigkeiten. Die Frau des deutschen Kommandanten fühlt sich durch das berufliche Engagement ihres Mannes vernachlässigt. Es kommt zu einem schweren Konflikt zwischen dem deutschen Kommandanten und einem seiner Offiziere, der sich in die Ehefrau des Kommandanten verliebt hat. Als sie sich duellieren wollen, bricht der Krieg aus und die Schiffe laufen aus. Auch werden die Liebesaffären der Mannschaft thematisiert. Als die Besatzungsmitglieder in der Skagerrakschlacht verwundet werden, werden sie anschließend in einem Lazarett behandelt.

## Der Roman
Kieler Woche 1914. Die Royal Navy besucht den deutschen Kriegshafen. Commander Norton ist ein „Deutschenfreund“ (S. 9) und mit Kapitänleutnant von Barnow befreundet, der auf dem Linienschiff S.M. Großherzog dient. Dieser ist mit Erika Elsberg verheiratet, Tochter des Remscheider Fabrikanten Wilhelm Elsberg. Norton empfindet Sympathien für Erika.
Der Krieg bricht aus, die deutschen Schiffe verlegen nach Wilhelmshaven. Von Barnow wird Kommandant des Schlachtkreuzers Fürst Leopold, den er auch in der Skagerrakschlacht führt. Sein Gegner ist Norton, nun Kommandant des britischen Schlachtkreuzers Queen Victoria. In der Schlacht wird Norton verwundet und geht über Bord, jedoch von deutschen Seeleuten gerettet. Er wird in Bremen in einem Lazarett betreut, wo er auf Erika trifft, die dort als Krankenschwester arbeitet und sich um ihn kümmert. Er ist immer noch verliebt in sie, sie weist ihn jedoch ab. Offenbar ist ihr Mann in der Schlacht gefallen.
In einer Nebenhandlung übernimmt Kapitänleutnant Fritz Kämpf, früher an Bord der Großherzog, ein U-Boot und kämpft in der U-Flottille Flandern. Sein U-Boot U D 84 wird bei einem Angriff schwer beschädigt, sodass er einen spanischen Hafen anlaufen muss. Da Spanien neutral ist, wird das U-Boot samt seiner Besatzung interniert.
Als im Herbst 1918 die Lage an der Westfront bedrohlich wird, will die deutsche Flottenführung dem Heer zu Hilfe eilen. Dagegen revoltieren die Matrosen der Schlachtschiffe. Es kommt zu Meuterei und Revolution. Die Großherzog wird nach Großbritannien ausgeliefert; dort angekommen, erschießt sich ihr Kommandant, Baron von Raveneck. Nun soll in Spanien das U-Boot von Fritz Kämpf an Frankreich ausgeliefert werden. Die Besatzung „entführt“ das Boot aus der spanischen Internierung und versenkt es vor dem spanischen Hafen selbst. Die Besatzungsmitglieder werden von der spanischen Marine gerettet. Kämpfs Verhalten dient als Vorbild für die Selbstversenkung der deutschen Flotte in Scapa Flow. In Remscheid kommt es zum Bürgerkrieg, in dem ehemalige Besatzungsmitglieder der Großherzog, nun auf verschiedenen Seiten, gegeneinander kämpfen; entweder als Kommunisten oder in einem Freikorps.
Norton kehrt als Mitglied einer Waffenstillstandskommission nach Kiel zurück und nimmt Kontakt zu Erika auf. Sie kann jedoch den Tod ihres Mannes nicht verwinden und hält eine gemeinsame Zukunft für ausgeschlossen. Sie trennen sich in Freundschaft (friends in past and friends forever!).

## Produktionsnotizen

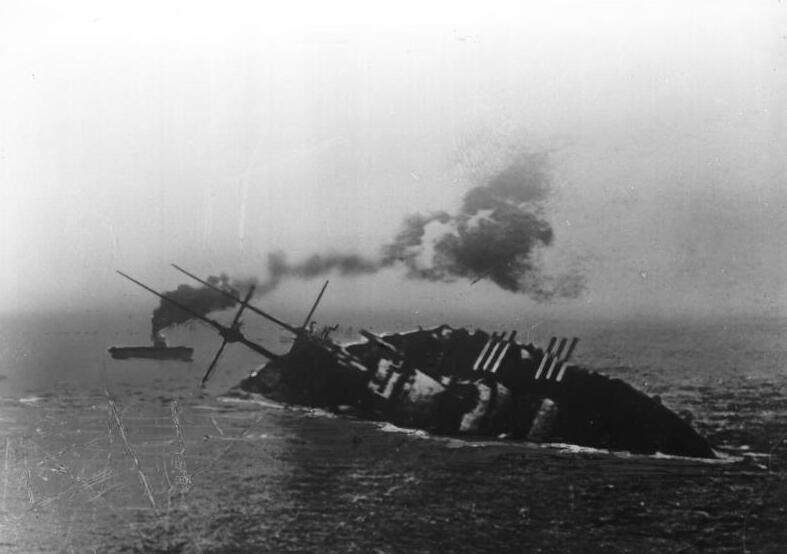
Die sinkende Szent István.

Aus der Rezension von Hall geht hervor, dass im Film Szenen montiert sind, in denen „Horden“ von Besatzungsmitgliedern mit den sinkenden Rümpfen ihrer Schiffe untergehen. Offenbar handelt es sich dabei um die bis in die Gegenwart immer wieder zitierte Dokumentaraufnahme der sinkenden Szent István vom Juni 1918. Soweit bekannt, existieren keinerlei Filmaufnahmen von der Skagerrakschlacht selbst.

## Kritik
„The scenes in the gun control positions are realistic and very well carried into effect. The whole film gives a very fair and unbiased impression of a great naval action.“